# Avenue d'Elche
 (avril 2023).
Si vous disposez d'ouvrages ou d'articles de référence ou si vous connaissez des sites web de qualité traitant du thème abordé ici, merci de compléter l'article en donnant les références utiles à sa vérifiabilité et en les liant à la section « Notes et références ».
L'avenue d'Elche (en occitan : avenguda d'Elche) est une voie de Toulouse, chef-lieu de la région Occitanie, dans le Midi de la France. 
Il s'agit d'une route aux caractéristiques de voie rapide urbaine reliant le boulevard de Suisse à l'échangeur entre les autoroutes A620 (périphérique ouest) et A621, qu'elle prolonge.
Depuis les années 2000, la bande d'arrêt d'urgence en direction du boulevard de Suisse a été remplacée par une voie réservée aux piétons et aux cyclistes pour accéder à un chemin de halage (devenu une voie verte) du canal latéral à la Garonne.

## Situation et accès

### Description
L'avenue d'Elche est une voie publique. Elle se trouve dans le quartier des Minimes, dans le secteur 3 - Nord. 
D'ouest (échangeur entre A620 et A621) en est (boulevard de Suisse) :
- Échangeur entre A620, A621 et l'avenue d'Elche
- Passage au-dessus d'une voie verte (ancien chemin de halage)
- Passage au-dessus du canal latéral à la Garonne
- Passage au-dessus d'une voie verte (route métropolitaine 501 et ancien chemin de halage)
- Passage au-dessus du chemin du Sang-de-Serp
- Fin de l'avenue sur le boulevard de Suisse

La chaussée compte entre deux et trois voies de circulation automobile dans chaque sens. Elle est définie comme une voie de type autoroutier à accès réglementé. La vitesse y est limitée à 70 km/h. Elle est cependant longée au sud par une piste cyclable à double-sens.

### Voies rencontrées
L'avenue d'Elche rencontre les voies suivantes, dans l'ordre des numéros croissants (« g » indique que la rue se situe à gauche, « d » à droite) :
1. Boulevard de Suisse
2. Chemin du Sang-de-Serp - accès piéton (g)
3. Rond-point Henri-Cazaux
4. A621 / Périphérique - Échangeur no 31

### Transports
L'avenue n'est pas directement desservie par les transports en commun. Cependant, la ligne de bus 15 a un arrêt à proximité sur le boulevard de Suisse. En 2028, la future station de métro Ponts-Jumeaux sera située à proximité, au croisement de ce boulevard et du chemin du Sang-de-Serp.

## Odonymie
En 1981, l'avenue est nommée en hommage à Elche, commune de la province d'Alicante, en Espagne. Ce choix du conseil municipal saluait un accord de jumelage intervenu cette année-là.